# 노춘경
노춘경(盧春京 ? ~ ?)은 한국 최초로 국내에서 개신교 세례를 받은 기독교인이다. 별명은 노도사(盧道士)로 알려져 있다. 세례는 1886년에 언더우드(Underwood) 선교사에게 받았다. 생몰연대나 기타 인적사항에 대해서는 알려진 바가 별로 없는 인물이다.
서울 근방에 살았고 한학에 능한 유학자였는데, 기독교를 배척하는 문서를 통해서 기독교에 대한 지식을 알게 되었다. 호기심에 더 알고 싶어서 알렌(Allen)의 한국어 선생을 찾아갔다가 알렌(Allen)의 집 서재에서 한문으로 된 마가복음과 누가복을을 몰래 가지고 나와 자기 집에서 읽고 기독교를 받아들이게 되었다. 본격적으로 알고 싶어 언더우드(Underwood)로 부터 성경을 배우고 성경과 교리서들을 빌려다 읽었으며 선교사들만 모여 진행하던 예배에도 참석하기 시작했다.
종교적인 신심이 굳어지자 결심을 하고 세례문답을 거친 뒤 1886년 7월 18일 존 헤론 선교사의 집에서 언더우드 선교사의 집례로 비밀리에 세례를 받았다. 이로써 국내에서 세례를 받은 최초의 개신교인이 되었다. 최초로 세례를 받은 사람은 이승훈(1784)이지만 천주교인 이였고 세례를 받은 장소는 중국 베이징이었다. 또한, 1876년 백홍준, 이응찬, 이성하, 김진기 등이 스코틀랜드 선교사로 부터 세례를 받은 적이 있으나 이 또한 국외 지역인 만주땅이었다. 1883년에 이수정도 세례를 받고 개신교인이 되었으나 일본에서 받은 것이었다.
그 당시 서울에서 세례를 받는 일은 국법을 위반하는 일로 관아에 알려지면 목숨을 부지하지 어렵고 세례를 준 선교사 조차 어떤 처벌을 받을지 모르는 일이었다. 만일을 대비해 호머 헐버트 선교사가 방문쪽을 가로막아 지키는 상황하에 노춘경이나 언더우드나 목숨을 걸고 세례식을 진행하였다. 언더우드는 세례를 주기전에 신앙의 자유가 없으므로 변심은 용납되지 안는다는 것을 주지시켰고 노춘경은 목숨을 바치겠다고 답변하였다고 한다. 이런 다짐이 필요했던 것은 지난 1884년 고종이 윤허한 것은 선교회 사업의 일환으로 병원과 학교의 설립과 운영을 허가함이었을뿐 공식적으로 선교를 허용한 것은 아니었기 때문이다. 이후 노춘경은 존 헤론, 스크랜턴 등 선교사들에게 한국어를 가르치기도 했다.

## 같이 보기
- 언더우드
- 존 헤론